# Otaku no Musume-san
Otaku no Musume-san (おたくの娘さん) es un manga cómico japonés hecho por el autor también japonés Stu-Hiro. El manga habla sobre un joven otaku, que de pronto es visitado  por una niña pequeña que dice ser su hija. La serialización empezó en la revista de manga shonen Dragon Age (revista) de la editorial Fujimi Shobō en el 2006.

## Argumento
Al principio de la serie, Kanau Yukimura, una niña de nueve años, aparece en la puerta de Kouta Morisaki, y afirma que ella es su hija. Kanau lo busca después de que su madre, Nozomi Yukimura haya tenido que huir por las deudas a los cobradores. Kanau pronto descubre que su padre es un otaku. Después de tratar con algunos problemas al principio de la serie, los dos empiezan a vivir juntos en el mismo apartamento. La historia principal trata la vida del padre, Kouta, su hija, Kanau, y como lidian con varias situaciones que generalmente involucran el estilo de vida otaku de Kouta, o los otros habitantes del apartamento.

## Personajes

### Principales

#### Kanau Yukimura
La hija de Kouta Morisaki y Nozomi Yukimura. Ella sigue la orden de su madre de quedar-se con su padre mientras su madre paga una gran deuda. Al principio estaba muy avergonzada del modo otaku de su padre pero ha acabado creciendo y apreciándolo mucho. Aunque sólo está en la escuela primaria, es muy madura y parece capaz de manejar situaciones difíciles. Después de encontrarse con su madre en el capítulo 31, se da cuenta de que podría tener que elegir entre su padre o su madre. No sabiendo cual elegir, empieza a llorar descontroladamente hasta que Kouta la consuela diciendo que encontrará una manera de que puedan vivir todos juntos. Cuando fue a visitar a Mami y su bebé, se horrorizó por el hecho de que sus abuelos, los padres de Kouta, no sabían que ella existía y reconocían el bebé de Mami como su primer nieto. Sin embargo después de presentarla a sus abuelos, ellos concentran prácticamente todo su amor en ella (con el fastidio de Mami que quería que el amor se centrara en su hija). Kanau ha mostrado un deseo de conseguir autógrafos de gente famosa.

#### Kouta Morisaki
Un otaku que trabaja como asistente de un mangaka. Vive en la habitación 202 y sólo descubre la existencia de su hija cuando esta va a su casa a buscarle. A pesar de su forma otaku y de como usualmente su hija la encuentra disgustante, él da lo mejor para ser un buen padre para ella. Más tarde se da cuenta de que no puede ver la vida sin su hija, intentando encontrar una manera de que su madre y él puedan vivir juntos cuando ella regrese.

### Apartamento

#### Taeko Morita
La casera del apartamento Higansou. Ella es una estudiante de bachillerato de 19 años bien dotada físicamente y tonta, y es amiga íntima de Haruka. Irónicamente a pesar de que su madre parece más joven para su edad, ella parece ser más vieja para su edad. Usualmente la gente se confunde y cree que tiene más de veinte. Ella está perpleja de las formas de los otakus y estudia su lenguaje para comprender mejor a sus inquilinos. Kouta se siente atraído por ella, aunque ella parece ignorar este hecho. En el capítulo 39 es revelado que ella es la hija adoptiva de Sousuke Morita, pero después se enamoran y se casan. Cuando estaba en secundaria vio a Kimiko, su madre, besar a Sousuke. Como resultado se volvió violenta y era una delincuente con el pelo rubio teñido. Es por esto que Taeko tiene resentimientos hacia su madre. Su papel de casera en Higansou es similar al de Otonashi Kyoko del manga de Rumiko Takahashi, Maison Ikkoku, y se ha vuelto una broma continua, demostrada cuando todos los residentes se ponen de acuerdo en nombrar al nuevo perro del apartamento Souichiro, igual que el perro del futuro marido de Kyoko en Maison Ikkoku.

#### Haruka Arisaka
Otra otaku que también trabaja como asistente de un mangaka y vive en la habitación 205. Va a la misma escuela que Taeko y son amigas muy íntimas. Solía ser extremadamente tímida, teniendo que esconderse detrás de alguien para hablar con la gente. Su hermana es una famosa mangaka y no admite sus habilidades como artista. Durante su primer Comiket, sólo vendió una copia de su manga, mientras que su hermana vendió más de 20.000 copias. Luchando para liberarse de la sombra de su hermana , deja el instituto para concentrarse en su trabajo como mangaka. Después de darse cuenta de que su única fan la ha estado buscando durante tres años, gana confianza para resistir contra su hermana. Su seudónimo es Harurun. Al principio odia a Kouta por su ética laboral, pero empieza a desarrollar sentimientos hacia él al final del capítulo 21. Aunque ella lo niega, se pone celosa cuando Taeko sale en una cita con él. Sus sentimientos hacia él suben perceptiblemente cuando lo ve con traje y gafas, ya que es su idea de "hombre ideal". En el capítulo 46, él reconoce que ella es más talentosa como mangaka y le da una lección de arte básico deseando que ella no desperdicie su talento. Después, mientras están caminando juntos hacia casa, ella empieza a darse cuenta de que puede estar enamorada de Kouta. Más tarde admite abiertamente que ella está muy enamorada de Kouta.

#### Chihiro Nitta
Alias "Nicchi-senpai", es un senpai de Kouta Morisaki y vive en la habitación 201. Han sido amigos con Kouta desde el instituto. Él sólo muestra un interés más hacia lolis (niñas pequeñas) en vez de hacia mujeres maduras, visto claramente cuando está horrorizado de que Taeko se haya convertido en adulta. A causa de esto, a menudo sugiere que él será el padre de Kanau, pero normalmente a causa de una razón pervertida. Pero estos impulsos son calmados cuando come dulces. En la historia es revelado que contacta con Nozomi sin que lo sepan Kouta o Kanau. Más tarde es revelado que Nozomi vivía en el orfanato regido por su tío y era una especie de esclavo para ella cuando vivía allí. Sin embargo, a pesar de sus formas pervertidas, ha demostrado ser muy perspicaz cuando es necesario. Él es fácilmente reconocible por su pelo rubio desordenado, nariz larga, orejas puntiagudas y una lengua larga de serpiente. No tiene empleo fijo, aunque normalmente consigue trabajos de medio tiempo enfocados en estar rodeado de muchos niños, como ponerse un disfraz de un osito de peluche grande o de Santa Claus comercial.

#### Sousuke Morita
Un otaku y también un mangaka famoso. Su seudónimo es Clearasil☆Shinra. Sus asistentes son Haruka y Kouta. En el capítulo 39 se revela que adoptó a Taeko, con quién se casó más tarde, y se volvió popular como mangaka con un manga que dibujó para Taeko para que volviera a sonreír. Vive en la habitación 103 y usa la 101 como sitio de trabajo. Además, a pesar de estar casado se ha confirmado que es virgen. Es un hombre amable y despreocupado, claramente mostrado cuando alguien le roba el primer boceto de su nuevo manga y sólo se ríe.

#### Tohru Nagato
Otro inquilino del apartamento Higansou. Su aparición siempre era misteriosa porque estaba cubierta con una manta. En realidad vive con su familia (padre: Akira, madre: Shigeru y hermano: Tsukasa) en la habitación 203 y su primera aparición es durante el capítulo 29. Dice que ella y su familia sufren una enfermedad que hace que la  gente de su alrededor olvide su existencia.

#### Souichiro-san
La perra nombrada así por la clásica serie manga Maison Ikkoku por los inquilinos otakus. Es una samoyedo que Kanau encontró en la calle y adoptó. Después de volver de la excursión al onsen, la perra se había hecho tan grande que Kanau podía subirse encima de ella. También fue revelado que es una "perra otaku", ya que muchos de los objetos otakus que los vecinos creían perdidos fueron encontrados en su pelo.

### Escuela de Kanau

#### Tomomi Tamura
Compañera de clase de Kanau. Es una otaku y una fan de Clearasil☆Shinra. Ella era acosada por sus gustos otakus hasta que Kanau la defendió. También parece tener una abundancia de conocimientos al azar, desde como es el funcionamiento interno de un manga hasta diferentes razas de perros. Más tarde se pone celosa de Serio, porque cree que le está quitando su posición de mejor amiga de Kanau.

#### Reiko Misono
Compañera de clase de Kanau y la delegada. Debido a que su padre es político y su madre actriz, es consentida y muy sarcástica. Sin embargo, su personalidad parece suavizarse después de conocer a Kanau. Tiene un fuerte orgullo y niega ser fan de Clearasil☆Shinra y de las cartas intercambiables a pesar de que es obvio. Alguna vez también ha ayudado a Kanau, por ejemplo cuando Kanau está avergonzada de su padre, Reiko desvela que a pesar de las diferencias en las vidas de sus padres, ellos son exactamente lo mismo. Ella está también celosa de la perra de Kanau, Souichiro, porque es de una raza mejor que su perro y sigue mejor las órdenes, además Kanau puede subirse encima de Souichiro.

#### Kakimura
Uno de los chicos compañeros de clase de Kanau que se mete con las chicas y la llama "cejotas". Sin embargo, después de que Kanau vaya a una "cita" con él porque su padre la había olvidado, parece enamorarse de ella, pero después explota cuando sus amigos los pillan juntos y desesperado levanta la falda de Kanau y corre para mantener su imagen. Más tarde es mostrado llorando por lo que ha hecho. Él intenta halagarla, pero normalmente suena más como un insulto, causando que él salga corriendo y llorando.

#### Riko
Amiga de Kanau y una marimacho. Tiene una hermana que está enamorada de Nicchi.

### Otros

#### Nozomi Yukimura
Madre de Kanau Yukimura. Es un año más grande que Kouta y ella hizo el movimiento hacia Kouta durante el instituto. Como adquiere una gran deuda, le dice a Kanau que se vaya a vivir con Kouta. Para pagar la deuda, siempre va de un trabajo al otro e intenta evitar encontrarse con Kouta por razones aún no reveladas. En el capítulo 31 se encuentra con Kanau y dice que su deuda va a estar completamente pagada en los próximos seis meses. Parece estar en contacto con Nicchi para tener información de Kouta y Kanau. En el orfanato donde creció era admirada por los otros niños por su valentía y fuerza, afirmando que ganó a un ejército de osos sin ayuda y disparó a alguien desde una milla. También es revelado que sus padres murieron en un accidente de coche. En el capítulo 59 se demuestra que ella siempre estuvo enamorada de Chihiro, pero él no le hacía caso (debido a sus tendencias "lolis") pese a que de niños prometieron casarse. Intentó darle celos saliendo y acostándose con su mejor amigo Kouta, lo que resultó en el nacimiento de Kanau, aunque Nichi siguió sin inmutarse. Actualmente, este parece sentirse culpable por la situación, por lo que actúa como esclavo de Nozomi, haciendo lo que ella quiere siempre.

#### Kimiko Asou
Madre de Taeko (aunque luce más joven que ella) y que pide ser llamada "Kimi-chan". Es una mujer alegre que trabaja como anfitriona. Normalmente aparece después del trabajo, aún vestida con un disfraz de anfitriona. Se aburre fácilmente con cualquier cosa, lo que parece ser la razón de su promiscuidad. Aunque reconoce que su relación con Taeko nunca mejorará, ella, a su manera, intentó cumplir con algunas obligaciones como madre, como ofrecerse a pagar para sostener a la niña. Su pasado parece ser la causa de su personalidad. En el capítulo 42 es revelado que Kimiko  es la hija de una mujer que su padre dejó embarazada. Sin embargo, su madre era irresponsable y la forzó a estar con su padre. Durante su infancia, su padre nunca estaba y la pegaba cuando hacía algo mal. Como resultado ella no confío en nadie más. Después de que Kimiko quedara embarazada de Taeko, intentó suicidarse. Su padre, dándose cuenta de sus errores, se disculpó con lágrimas en los ojos y aceptó la petición de Kimiko de que él educara a Taeko en su lugar. Originalmente se creía que Taeko estaba resentida porque Kimiko la había abandonado cuando era una niña pequeña. Sin embargo, es revelado que Taeko estaba celosa y asustada de que Kimiko se quedara a Sousuke para ella.

#### Mami Kitamura
Hermana de Kouta y modelo casada con Kitamura Kenya. Incluso estando embarazada sigue haciendo de modelo. Ella y la madre de Misono parecen ser rivales en moda. Más tarde da a luz a una niña a la que llama Saori, con el terror de su hermano ya que ese es el nombre de su chica favorita de un juego erótico. Es también muy entrometida y tiene buen ojo para los detalles, como cuando sabe que Kanau es la hija de su hermano, pero también es orgullosa, como para desear que sus padres no descubran a Kanau y así todo su "amor del primer nieto" estaría concentrado en su hija. También es de mente ecológica, sabiendo que el precio de la etiqueta no determina la cualidad de un objeto.

#### Rika
Hermana mayor de Riko y compañera de clase y amiga de Haruka y Taeko. Está enamorada de Nicchi y a menudo intenta parecer más adulta para atraer su atención debido a su declaración de no estar atraído por "la generación de ella", asumiendo que él quería decir mujeres mayores, aunque irónicamente es precisamente lo opuesto a lo que él se siente atraído. Es una fan de los mangas yaoi al igual que Haruka.
- Datos: Q1010574